# Roger Lotrinský

Erb rodu de Guise

Roger Lotrinský (21. března 1624 – 6. září 1653, Cambrai) byl francouzský šlechtic z rodu de Guise, rytíř řádu svatého Jana Jeruzalémského.

## Život
Byl pátým synem Karla Lotrinského, vévody de Guise a jeho manželky Henriette-Catherine de Joyeuse, místo jeho narození je neznámé.
V roce 1644 sloužíll během obléhání města Gravelines.
V roce 1645 navštívil Florencii během místních slavností při své cestě z Malty do Francie. Zde hledal někoho, kdo by mohl konverzovat v italštině s jeho neteří Annou Marií Louisou Orleánskou, dcerou Gastona Orleánského. Všiml si zde Jean-Baptiste Lullyho, kterého nakonec Anně Marii Louise přivedl.
Zemřel 6. září 1653 v Cambrai (v regionu Nord-Pas-de-Calais) ve věku 29 let.